# 밀레니엄 (드라마)
《밀레니엄》(Millennium)은 1996년 10월 25일부터 1999년 5월 21일까지 폭스에서 방영된 텔레비전 드라마이다.

## 출연
- 랜스 헨릭슨
- 메건 갤러거

## 같이 보기
- 엑스파일